# Fakó petymeg
A fakó petymeg (Genetta thierryi) vagy hausza petymeg az emlősök (Mammalia) osztályába, a ragadozók (Carnivora) rendjébe, a macskaalkatúak (Feliformia) alrendjébe és a cibetmacskafélék (Viverridae) családjába tartozó petymegek (Genetta) egyik faja.
Tudományos nevében a specifikus jelzőt Gaston Thierry német főhadnagy után kapta, aki Nyugat-Afrikában állomásozott, és a német hatóságoknak számos kitömött állatpéldányt küldött. E név két szinonimája a Genetta rubiginosa és a G. villiersi.

## Jellemzői
A fakó petymegnek világos, rövid szőrzete van. Hátán folytonos, barnásvörös vonal húzódik, amelyet hosszirányban világosabb színű vonal keresztez, lábfejei olyan világosak, mint az alapszíne. A farok sötéten és világosan sávozott, a vége fekete. Mintázata két sor hosszúkás háti pettyből áll, a vállon, combon és lágyékon lévő pettyek kisebbek és sötétebbek, végtagjai nem pettyesek. Élőhelyétől függően különbözik a szőr színe és hossza, így szavanna típusú helyeken rövidebb és halványabb, míg erdei környezetben hosszabb és sötétebb (sárgább). A fedőszőrök a tőnél kerekek vagy bizonyos mértékben tojásdadok, ami egyedülálló a petymegek között. A háti szőrzet nem hosszabb, ezért a taraj hiányzik. A gyűrűk vagy félgyűrűk a farok hátsó részén nagyobbakká válnak, összesen 8-9 látható belőlük.

## Elterjedése, élőhelye
A fakó petymeg Nyugat-Afrika déli részén elterjedt. Ez a terület nyugaton Szenegáltól keleten valószínűleg Kamerunig terjed (a terület peremének pontos határa keleten jelenleg nem ismert). Főleg száraz és nedves szavannákon él, a bizonyítékok tipikus formákról, Bissau-Guineában nedves fás szavannákról, Sierra Leone, Ghána és Elefántcsontpart esőerdeiről, valamint Szenegál tövises szavannáiról származnak.

## Életmódja
A faj ökológiáját kevéssé tanulmányozták. Táplálkozási viselkedése és étrendje valószínűleg hasonló a többi petymegéhez. Szaporodási viselkedése is ismeretlen, de úgy gondolják, hogy ezen petymegek sziklák vagy földbe ásott lyukak közt készítik el odúikat. Egy üreges fában alvó fiatal egyedet és két félig felnőtt állatot találtak Maliban novemberben, ami arra utalhat, hogy a kölykök január és március közt születhettek.

## Természetvédelmi helyzete
Mivel a fakó petymeg széles körben elterjedt Nyugat-Afrikában, sokféle élőhelyen előfordul, és vélhetően egyedszáma nem csökken olyan gyorsan, hogy indokolttá tenné a fenyegetés magasabb kategóriájába való felvételt, a Természetvédelmi Világszövetség (IUCN) a nem fenyegetett kategóriába sorolja. Azonban további, különösen a fajnak a zavart élőhelyekhez való alkalmazkodóképességéről, valamint a vadászat hatásáról szóló információk rendelkezésre állásával a faj újraértékelése válhat szükségessé. Ritka fajnak számít, de egyes területeken lehetségesen gyakori; Hoppe-Dominik kijelentette, hogy az elterjedési területén széles körben elterjedt, de bizonyítékot nem szolgáltatott.
Nem ismertek komoly fenyegetések ennél a fajnál. Azonban a teljes elterjedési területéről jelentették piacokról (húsáért vadásszák), és ennek lehetséges hatása nem ismert. Korábban is volt némi nemzetközi forgalom a bőrükért vagy háziállatként, bár az 1995 és 2005 közötti időszakra vonatkozóan a Washingtoni egyezménynek (CITES) nem számoltak be erről a fajról (vagy bármely más petymegről) a kereskedelmi forgalomban. Elterjedési területén keresztül azonban számos védett területen megtalálható.

## Fordítás
Ez a szócikk részben vagy egészben  a   Hausa genet című angol Wikipédia-szócikk ezen változatának fordításán alapul.  Az eredeti cikk szerkesztőit annak laptörténete sorolja fel. Ez a jelzés csupán a megfogalmazás eredetét és a szerzői jogokat jelzi, nem szolgál a cikkben szereplő információk forrásmegjelöléseként.
Ez a szócikk részben vagy egészben  a   Haussa-Ginsterkatze című német Wikipédia-szócikk ezen változatának fordításán alapul.  Az eredeti cikk szerkesztőit annak laptörténete sorolja fel. Ez a jelzés csupán a megfogalmazás eredetét és a szerzői jogokat jelzi, nem szolgál a cikkben szereplő információk forrásmegjelöléseként.